# Carl von Winterfeld

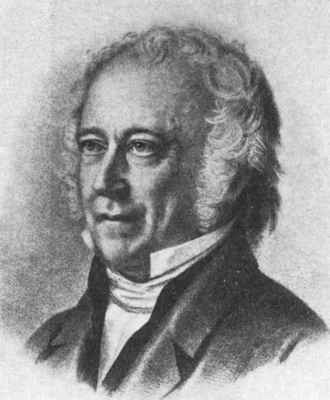
Carl von Winterfeld.

Carl Georg August Vivigens von Winterfeld, född den 28 januari 1784 i Berlin, död där den 19 februari 1852, var en tysk musikhistoriker.
von Winterfeld blev 1811 Kammergerichtsassessor i Berlin, 1816 Oberlandesgerichtsrath i Breslau och kustos för universitetets musikaliska avdelning samt var 1832–1847 Obertribunalrath i Berlin. Hans rika samling äldre musik, som han medförde från en resa i Italien, övergick efter hans död till biblioteket i Berlin. 
von Winterfelds skrifter är epokgörande för den kyrkliga musikhistorien under 1500- och 1600-talen. De viktigaste bland dem, två jättelika och ofta citerade källskrifter, är Johannes Gabrieli und sein Zeitalter (1834) och Der evangelische Kirchengesang (1843–1847). Dessutom skrev han Johannes Pierluigi von Palestrina (1832) och Zur Geschichte heiliger Tonkunst (1850–1852) med mera.